# Болница 13. корпуса НОВ и ПО Југославије
Болница 13. корпуса НОВ и ПО Југославије, била је једна од привремених војних установа на територији Србије намењена за лечење рањеника из јужних делова Србије, а касније и рањеника са фронтова за коначно ослобођење Југославије (Војводина, Босна). 

## Предуслови
У Србији, у првој половини 1944, као сталне територијалне болнице биле су само Јабланичка, Јастребачка и Кукавичка. Крајем јуна 1944. бугарски војници уништили су болницу, а у јулу је особље и опрема Јабланичке и Јастребачке болнице ушло у састав новоформираних прихватних болница 21. и 24. дивизије НОВЈ.
У периоду од августај до октобра 1944. у Србији нема сталних територијалних партизанских болница, па су рањеници и болесници збрињавани у дивизијским и бригадним болницама.
Коначним ослобођењем градова Југославије, најпре у источној и јужној Србији, у јесен 1944. у њима затечене болнице се организују и проширују, и користе као војне, претежно за потребе јединица ГШ Србије, а онда и за остале јединице НОВЈ. Тако је 11. септембра 1944. почела са радом војна болница у Пироту, а у октобру је у Нишу оспособљава Болница 13. корпуса НОВ и ПО Југославије са 1.000 кревета.

## Размештај
Болница је једним делом била смештена у и хируршком павиљону (са 150 постеља), Опште болнице у Нишу, другим делом у бившој Војној болници чији су павиљони били јако оштећени. Део болничког центра налазио се и у хотелима Оријент и Парк, згради бивше бановине и некадашњем штабу армије.

## Оснивање и рад болнице у 1944.
Дана 14. октобра 1944. године Ниш је ослобођен од окупатора. Те године Војна болница у Нишу која је за време Другог светског рата радила за окупатора (немце и њихове сараднике) и домаће квислинге, а Градска болница за становништво Ниша и околине, у другој половини октобра 1944. обе болнице интегрисана су у санитетску службу НОВ и ПО Југославије и постале „Болница 13. корпуса“, за лечење рањенике из јужних делова Србије, а касније и рањеника са фронтова за коначно ослобођење Југославије (Војводина, Босна). 
Стање у Државној болници
На Државној (градској) болници, још пре него што је град био ослобођен (14. октобра 1944), на капији је била истакнута црвена, као и државна застава. Болничко особље није било комплетно и на окупу. Многи су у време Нишке операције избегли ван града од бомбардовања и страха да ће уследити веће борбе у самом граду.
Одмах по ослобођењу Ниша и околине, крајем октобра месеца 1944. године болница је била спремна да прихвати рањенике. Формиран је и прихватни центар где су свакодневно транспортовани рањеници са фронта.
Стање у Војној болници Ниш
Иако је по ослобађању ос окупатора, нишке Војна болница изашла кадровски јако ослабљена и без медицински обученог кадра, са само једним хирургом, др Слободаном Паламаревићем, одмах по оснивању корпусне болнице она се суочила са великим приливом рањеника.
Ратна ситуација захтевала је од новоформиране Болнице брзу реорганизацију и хитну попуну стручним кадром јер већ на почетку рада Болница је имала 1.000 постеља. У том периоду Болницу је ојачала једна хируршка екипа Црвене армије, (6 људи са др П. И. Зањинином на челу), која је значајно помогла не само у раду већ и у реорганизацији болнице.
Хируршким одељењем Болнице руководио је др Никола Ђукнић, после рата први декан на новооснованом Медицинском факултету у Нишу.
Број постеља који је након ослобођења Ниша, октобра 1944. износио 1.000, значајно је увећан, 27. децембра 1944. на 1.260 постеља.

## Рад болнице у 1945.
Назив „Болнички центар број 1-Ниш“ Болница 13. корпуса НОВ и ПО Југославије добила је 
Болница је под овим називом радила до 5. фебруара 1945, када је променом назива у Болнички центар број 1-Ниш, али сада са већим обавезама на збрињавању болесника и рањеника.
Број постеља који је на дан оснивања болнице у октобру 1944. износио 1.000, 27. децембра 1944. нарастао је на 1.260, са тенденцијом даљег пораста и у 1945.
Поред редовне делатности у својој зони одговорности Болница је морала да:
- пружа кадровску и другу помоћ војним болницама на ширем простору јужне Србије,
- организује бројне курсеве и обуку кадрова,
- води бригу о извештавању и медицинској документацији итд.

У периоду од 21. октобра 1944. до 31. маја 1945. у Болници 13. Корпуса НОВ и ПО Југославије и  „Болничком центара број 1“ збринуото је до 31. маја 1945. 9.860 рањеника. Просечна смртност у Болници, у задња три месеца износила је до 2,7%.